# Stazione di Altstätten SG
La stazione di Altstätten SG (in tedesco Bahnhof Altstätten SG), o Altstätten (FFS), è una stazione ferroviaria a servizio del comune svizzero di Altstätten sulla linea Coira-Rorschach.

## Storia
La stazione fu attivata il 1º luglio 1858, in occasione dell'apertura della tratta Coira-Rheineck della ferrovia Coira-Rorschach. Fino al 1975 era connessa, tramite una tranvia gestita da Rheintalische Strassenbahn, alla stazione di Altstätten Stadt, che è tuttora il capolinea della breve ferrovia Altstätten-Gais. Ora le due stazioni di Altstätten sono connesse tramite due linee di autobus della Rheintalbus.

## Strutture e impianti
La stazione dispone di 3 binari dotati di marciapiede per il servizio passeggeri. È dotata di un fabbricato viaggiatori e diverse pensiline.

## Movimento
La stazione è servita da treni a cadenza semioraria sulla relazione Wattwil - Altstätten SG (linea S2 della rete celere di San Gallo) e a cadenza oraria per Rapperswil, Sargans e Nesslau (linea S4 della rete celere di San Gallo). Inoltre, è servita da treni InterRegio 13 a cadenza oraria sulla relazione Zurigo Centrale - Coira.

## Servizi
Nella stazione sono presenti:
- Biglietteria automatica
- Sala d'attesa
- Supermercato

Sono inoltre presenti parcheggi di interscambio per automobili e biciclette.

## Interscambi
- Fermata autobus (Altstätten SG, Bahnhof)[6]